# Via Biler
Via Biler A/S er en dansk bilforhandler- og autoværkstedskæde med 19 afdelinger og hovedkvarter i Aarhus. De forhandler, markedsfører, servicerer og vedligeholder personbiler og varebiler af mærkerne Toyota, Ford, Volvo, Polestar, Mazda, Suzuki og Lexus. Selskabet blev etableret i 1954 og det ejes af Erik Rasmussen og Lone Erdmann. I 2023 havde de ca. 500 ansatte og en omsætning på ca. 2,6 mia. danske kroner.